# Туре, Базумана
Базумана́ Туре́ (фр. Bazoumana Touré; род. 2 марта 2006) — ивуарийский футболист, нападающий клуба «Хоффенхайм».

## Клубная карьера
Является воспитанником академии «АСЕК Мимозас». В 2022 году стал выступать за основную команду клуба в чемпионате страны, периодически выходя на замены. В октябре 2022 года дебютировал за клуб в отборочном матче африканской лиги чемпионов против гвинейской «Хоройи», появившись на поле в конце встречи. 19 декабря 2022 года в игре чемпионата с «Буаке» впервые вышел в стартовом составе. На 17-й минуте встречи отдал голевой передачу на единственный гол своей команды во встрече. Летом 2023 года ездил на просмотр в шведский «Хаммарбю».
В марте 2024 года подписал с «Хаммарбю» контракт, рассчитанный на пять лет. 25 апреля в игре очередного тура с «Хальмстадом» Туре дебютировал в чемпионате Швеции, заменив на 66-й минуте  Юсефа Эраби.

## Достижения
АСЕК Мимозас:
- Чемпион Кот-д’Ивуара: 2022/2023

## Клубная статистика
| Выступление      | Выступление      | Выступление      | Лига | Лига | Кубки | Кубки | Конт. кубки | Конт. кубки | Итого | Итого |
| Клуб             | Лига             | Сезон            | Игры | Голы | Игры  | Голы  | Игры        | Голы        | Игры  | Голы  |
| ---------------- | ---------------- | ---------------- | ---- | ---- | ----- | ----- | ----------- | ----------- | ----- | ----- |
| Хаммарбю         | Алльсвенскан     | 2024             | 1    | 0    | 0     | 0     | 0           | 0           | 1     | 0     |
| Хаммарбю         | Итого            | Итого            | 1    | 0    | 0     | 0     | 0           | 0           | 1     | 0     |
| Всего за карьеру | Всего за карьеру | Всего за карьеру | 1    | 0    | 0     | 0     | 0           | 0           | 1     | 0     |